# Casa Ziraldo de Cultura
A Casa Ziraldo de Cultura é um espaço cultural brasileiro localizado em Caratinga, Minas Gerais. Constitui-se num acervo da vida e obras do cartunista Ziraldo, nascido na cidade. Além do acervo, o espaço recebe iniciativas e eventos culturais como exposições e apresentações artísticas, e também homenageia outros artistas e agentes culturais da cidade mineira.

## História
A Casa Ziraldo de Cultura é situada em um local amplo e privilegiado, cedido pelo Banco Itaú. A instituição foi idealizada pelo cartunista Edra e inaugurada no dia 27 de novembro de 2009. Recepcionados pela Prefeitura de Caratinga, o evento contou com a presença do próprio Ziraldo e do cantor Agnaldo Timóteo, também nascido na cidade.
A casa constitui-se num importante espaço cultural da cidade e abriga um importante acervo do cartunista nascido em Caratinga e pai do Menino Maluquinho. No térreo, está localizado o salão onde, além de exposições, ocorrem lançamentos de livros e outros eventos culturais. Também no térreo, existe um espaço para os livros dos autores caratinguenses. No primeiro pavimento, se encontra o acervo permanente de Ziraldo, a gibiteca "Turma do Pererê" e um espaço com cadeiras para palestras. A partir de sua inauguração, o tradicional Salão de Humor de Caratinga passou a contar com nova sede, a Casa Ziraldo de Cultura.
O espaço é considerado um referencial para a memória e cultura da população local, pois por meio de suas atividades, promove educação, ações sociais e, além disso, impulsiona o turismo na região.

## Exposições
- Stael Abelha, Nossa Eterna Miss Brasil
- Patrimônio Cultural de Caratinga
- Memórias do nosso Futebol
- Natan: Nosso Ídolo em Duas Rodas
- Mostra Coletiva de Artes
- Centenário de Chico Xavier
- I Semana de Paleontologia do Leste Mineiro
- Exposição Fotográfica de Onair de Freitas
- Amigo da onça
- Exposição Fotográfica "Memória de Caratinga"
- De volta ao passado[4]
- Entre formas e cores

## Lançamentos de livros
- "Divinas Marias", de Flávio Anselmo.
- "Os deuses comem pão e outros poemas", de Marcos Teixeira.
- "A escola conta sua história", de vários autores.
- "A ira de um anjo", de Fernando Rodrigues Júnior.
- "Tem um circo na cidade", de Izaú Christofer.

## Outros eventos
- Apresentação de dança da companhia Aplauso
- Salão de Humor de Caratinga